# Maison-Maugis
Pour les articles homonymes, voir Maison (homonymie).
Maison-Maugis est une ancienne commune française, située dans le département de l'Orne en région Normandie. Elle fusionne le 1er janvier 2016 au sein de la commune nouvelle de Cour-Maugis-sur-Huisne.

## Géographie

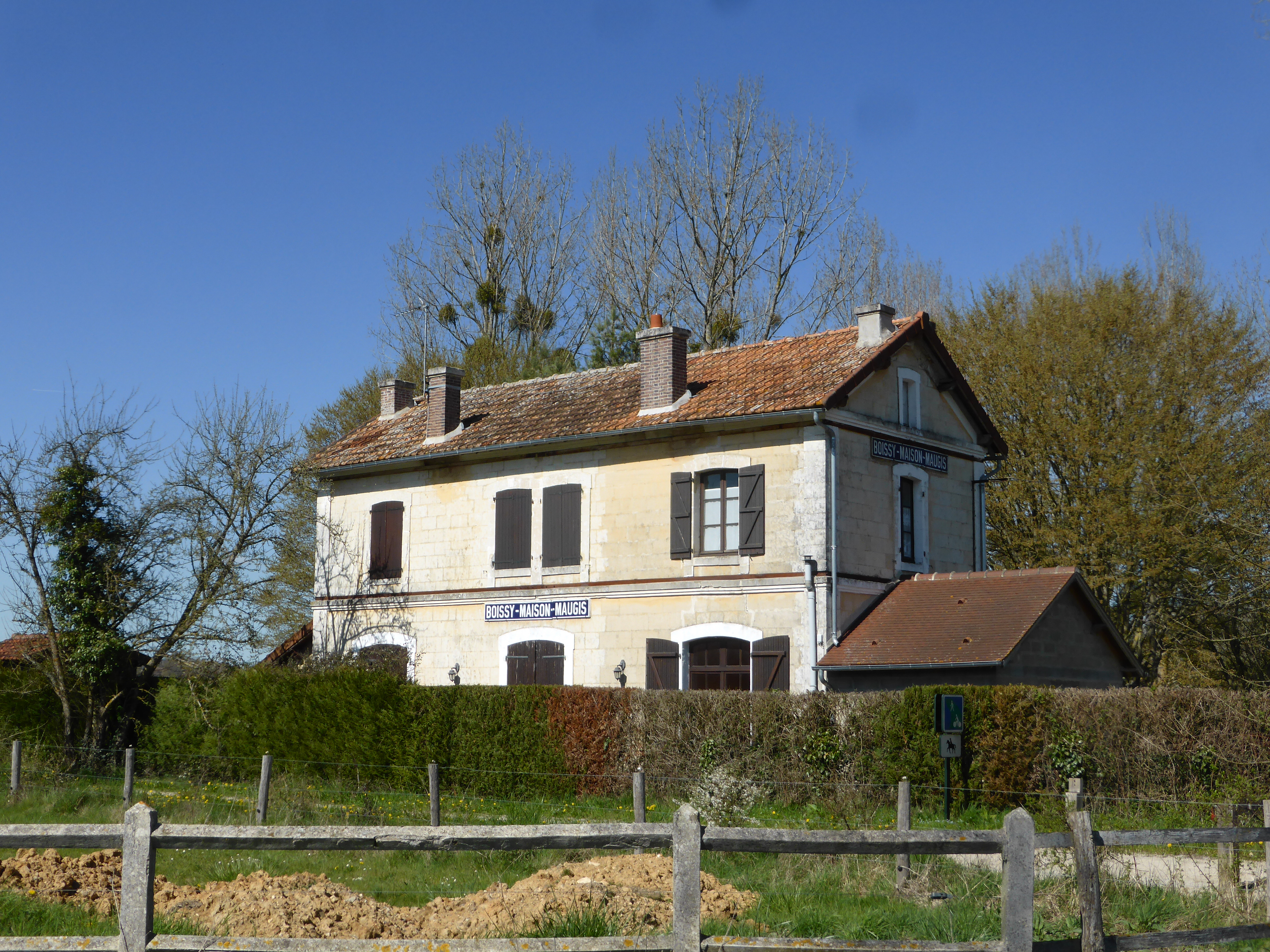
L'ancienne gare de Boissy-Maison-Maugis.

Ne couvrant que 557 hectares, le territoire de Maison-Maugis était le moins étendu du canton de Rémalard.
| La Chapelle-Montligeon                                      | Saint-Victor-de-Réno (comm. nouv. de Longny-les-Villages)                                                             | Boissy-Maugis (comm. nouv. de Cour-Maugis-sur-Huisne) |
| Corbon, Courcerault (comm. nouv. de Cour-Maugis-sur-Huisne) | Maison-Maugis (comm. nouv. de Cour-Maugis-sur-Huisne)                                                                 | Boissy-Maugis (comm. nouv. de Cour-Maugis-sur-Huisne) |
| Courcerault (comm. nouv. de Cour-Maugis-sur-Huisne)         | Courcerault (comm. nouv. de Cour-Maugis-sur-Huisne), Saint-Maurice-sur-Huisne (comm. nouv. de Cour-Maugis-sur-Huisne) | Boissy-Maugis (comm. nouv. de Cour-Maugis-sur-Huisne), Bellou-sur-Huisne (comm. nouv. de Rémalard-en-Perche), Saint-Maurice-sur-Huisne (comm. nouv. de Cour-Maugis-sur-Huisne) |

## Toponymie
Maugis : anthroponyme bien attesté que l'on retrouve dans Boissy-Maugis.

## Histoire
Le 1er janvier 2016, Maison-Maugis intègre avec trois autres communes la commune de Cour-Maugis-sur-Huisne créée sous le régime juridique des communes nouvelles instauré par la loi no 2010-1563 du 16 décembre 2010 de réforme des collectivités territoriales. Les communes de Boissy-Maugis, Courcerault, Maison-Maugis et Saint-Maurice-sur-Huisne fusionnent sans création de communes déléguées et  le bourg de Boissy-Maugis est le chef-lieu de la commune nouvelle.

## Politique et administration
| Période                                  | Période       | Identité        | Étiquette | Qualité           |
| ---------------------------------------- | ------------- | --------------- | --------- | ----------------- |
| ?                                        | mars 2008     | Bernard Clément |           |                   |
| mars 2008                                | mars 2014     | Claude Détraz   | SE        | Retraité du CNRS  |
| mars 2014                                | décembre 2015 | Thierry Liger   | SE        | Chef d'entreprise |
| Les données manquantes sont à compléter. |               |                 |           |                   |

Le conseil municipal était composé de sept membres dont le maire et deux adjoint. Ces conseillers intègrent au complet le conseil municipal de Cour-Maugis-sur-Huisne le 1er janvier 2016 jusqu'en 2020.

## Démographie
Maison-Maugis a compté jusqu'à 374 habitants en 1806.
| 1793 | 1800 | 1806 | 1821 | 1836 | 1841 | 1846 | 1851 | 1856 |
| ---- | ---- | ---- | ---- | ---- | ---- | ---- | ---- | ---- |
| 365  | 332  | 374  | 325  | 338  | 323  | 311  | 283  | 293  |

| 1861 | 1866 | 1872 | 1876 | 1881 | 1886 | 1891 | 1896 | 1901 |
| ---- | ---- | ---- | ---- | ---- | ---- | ---- | ---- | ---- |
| 278  | 267  | 275  | 240  | 212  | 202  | 229  | 197  | 202  |

| 1906 | 1911 | 1921 | 1926 | 1931 | 1936 | 1946 | 1954 | 1962 |
| ---- | ---- | ---- | ---- | ---- | ---- | ---- | ---- | ---- |
| 197  | 183  | 135  | 139  | 148  | 125  | 135  | 128  | 104  |

| 1968 | 1975 | 1982 | 1990 | 1999 | 2004 | 2009 | 2013 | - |
| ---- | ---- | ---- | ---- | ---- | ---- | ---- | ---- | - |
| 106  | 94   | 67   | 60   | 55   | 56   | 55   | 52   | - |

## Lieux et monuments

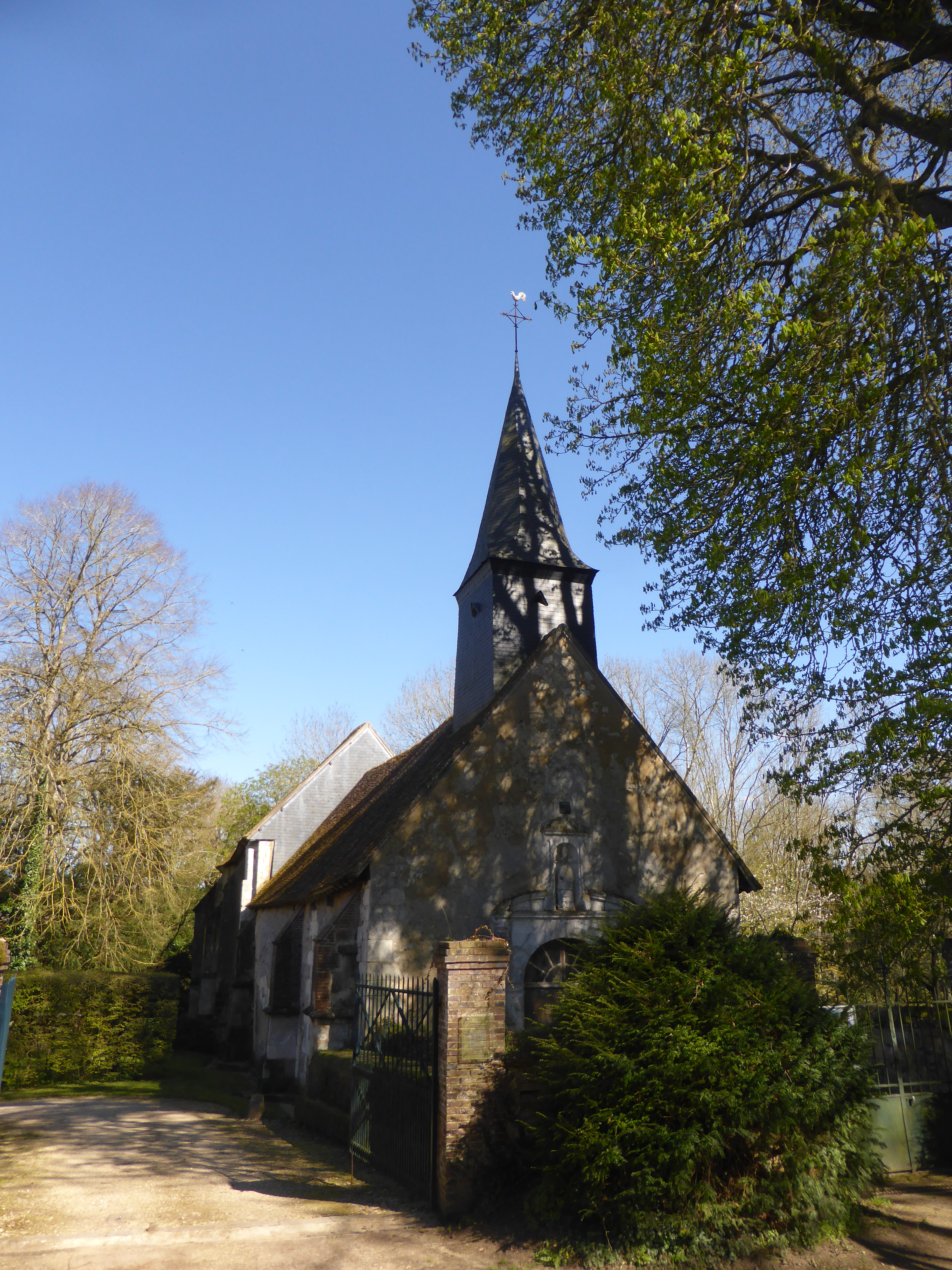
L'église Saint-Nicolas.

- Château du XVIIe siècle inscrit aux Monuments historiques[10]. Le jardin est un site classé.
- L'église Saint-Nicolas, dont un vitrail du XVIe siècle (Sainte Catherine) et un ensemble autel-retable-tabernacle-tableau (La Résurrection) du XVIIe sont classés à titre d'objets[11],[12].

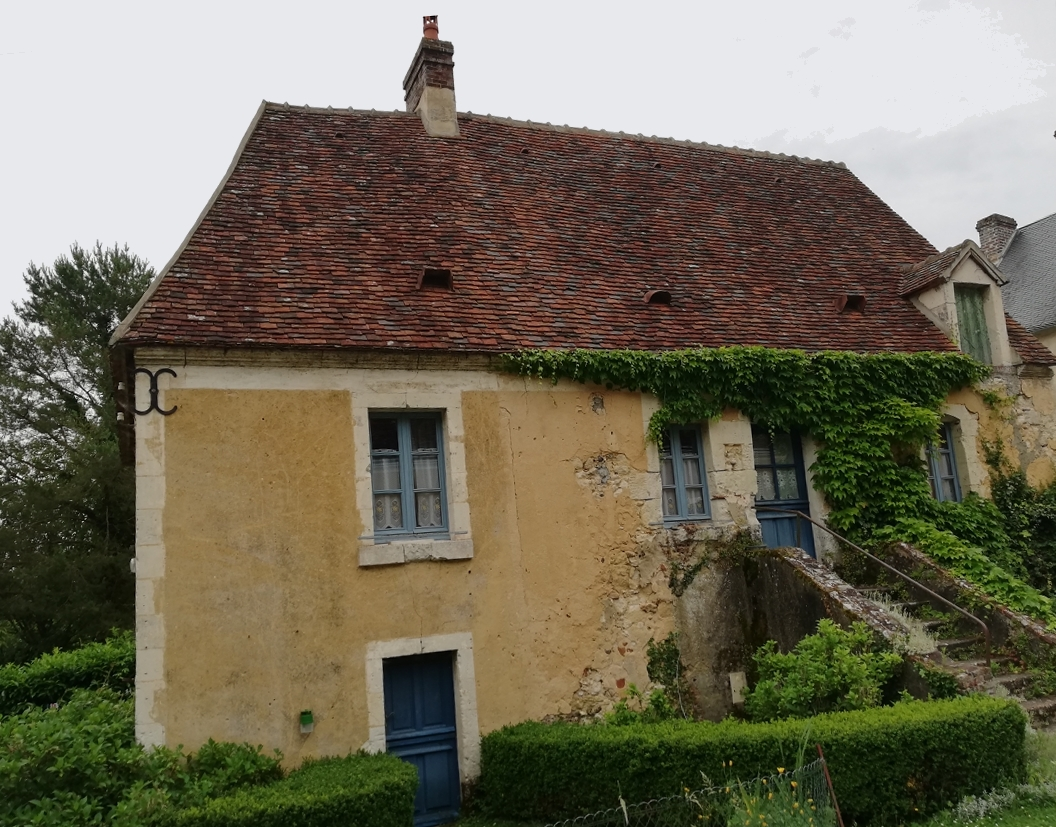
Vieille maison de Maison-Maugis.